# David Možný
David Možný (* 19. července 1963 Brno) je současný český vizuální umělec. Reprezentoval Českou republiku na Pražském Quadriannale 2023 instalací Limbo Hardware, za kterou získal cenu za Nejlepší koncept Výstavy zemí a regionů a cenu za udržitelnou výstavu. Byl prvním českým autorem zastoupeným na festivalu digitálních videí onedotzero v ICA Londýn v roce 2004. Za video Virtual Soul Waste získal v roce 2004 první cenu na festivalu Bitfilm v Hamburku. V roce 2010 získalo jeho video Rahova 1. cenu diváků i poroty na festivalu Přehlídka animovaného filmu Olomouc.  
David Možný pracuje s digitálně generovanými obrazy, vytváří videa, animace, objekty a instalace.  

## Samostatné výstavy
- Without You, Galerie moderního umění v Roudnici nad Labem, Roudnice nad Labem, CZ, kurátorka: Magdalena Deverová, (2024)[1]
- Když nastaly deště, Galerie Pekelné sáně, Kroměříž, CZ, kurátor: David Korecký, (2024)[2]
- Lowdown, Galerie ProLuka, Praha, CZ, kurátorka: Silvie Šeborová, (2022)[3]
- Blackout, Galerie Bunkr, Most, CZ, (2022)
- Watching Windows, Jáma 10 gallery, Ostrava, CZ, kurátor: Jiří Surůvka, (2021)
- Blink of an Eye, Fait Gallery MEM, Brno, CZ, kurátor: Pavel Švec, (2021)[4][5]
- Miss You!, Nevan Contempo Gallery, Praha, CZ, (2020)[6][7]
- Together We Stay, Divided We Fall, Joey Ramone Gallery, Rotterdam, NL, kurátor: Mikuláš Nevan, (2019)[8][9]
- Lowdown, Galerie Jelení, Praha, CZ, kurátor: Pavel Vančát, (2019)
- Open Space, Galerie Pitevna, Brno, CZ, kurátor: Petr Kamenický , (2018)[10][11]
- Heat Wave, Galerie města Blanska, CZ, kurátor: Jan Zálešák, (2018)[12][13][14]
- Miss You, Galerie Luxfer, Česká Skalice, CZ, kurátor: Luděk Rathouský, (2017)[15][16]
- Blind Spots, Galerie Kabinet T, Zlín, CZ, kurátor: Jan Zálešák, (2017)[17]
- CMYK, Galerie Video NoD, Praha, CZ, kurátor: Veronika Zajačiková, (2016)[18]
- Blind Spot, Nevan Contempo Gallery, Praha, CZ, kurátor: Mikuláš Nevan, (2016)[19]
- Open Space, Vitrínka Deniska, Olomouc, CZ , kurátor: Alexandr Jančík, (2015)[20]
- Sleepless, Galerie U Dobrého pastýře, Brno, CZ , kurátorka: Marika Kupková, (2014)[21]
- Rahova, National Museum of Contemporary Art (Romania) MNAC, Anexa, Bukurešť, RO, kurátorka: Oana Tanase, (2012)
- Rahova, SPACE Gallery, Bratislava, SK, kurátorka: Katarína Slaninová, (2011)
- Rahova, Výstavní síň Sokolská 26, Ostrava, CZ, kurátor: František Kowolowski, (2008)
- Rahova, G99, Dům umění města Brna, CZ, kurátor: František Kowolowski, (2008)[22]
- Shopping, k231, Ostrava, CZ, kurátor: František Kowolowski , (2003)
- Heterotopy, G99, Dům umění města Brna, kurátor: František Kowolowski, (2002)

## Skupinové výstavy
- Klaustorfobie, XXXI. Festival pro židovskou čtvrť, Boskovice, CZ, kurátor: Helena Musilová, (2023)[23]
- Limbo Hardware, Pražské Quadriennale 2023, české zastoupení, Praha, CZ, kurátor: Pavel Švec, ocenění: Nejlepší koncept Výstavy zemí a regionů, Cena za udržitelnou výstavu,  (2023)[24]
- Multipolarity, GDM Contemporary, Ostrava, CZ, kurátor: Tomáš Koudela[25], (2023)
- Stange things, Alšova Jihočeská Galerie, Hluboká nad Vltavou, CZ, kurátor: Tomáš Koudela, Pavel Forman, (2023)[26]
- Bohemiae Rosa, National Gallery Kvadrat 500, Sofie, BG, kurátor: Tomáš Koudela, (2021)
- ARCHEtypus – Utopien sozialer Architektur, Kunsthalle Hannover, Hannover, DE, kurátor: Harro Schmidt, (2021)
- Future Of the Wheel, Kastiel Moravany, SK, kurátor: Milan Mikuláštík, (2021)
- ARCHE, Pavillion 0, Giudecca Art District, Benátky, IT, kurátor: Harro Schmidt, Tomasz Wendland, (2021)
- Once Again, Please, Telegraph Gallery, Olomouc, CZ, kurátor: Miroslav Jiřele, (2021)
- Here and Now, Dům umění města Brna, Brno, CZ kurátorka: Jana Písaříková, Marika Svobodová, (2021)[27]
- DIVOCe! , NOD Gallery, Praha, CZ, kurátor: Pavel Kubesa, (2020)
- I don’t Exist When You Don’t See Me, Etcetera Gallery, Brno, CZ, (2019)
- Heat Wave, TRAM gallery, Bratislava, SK, kurátor: Juraj Čarný, (2019)[28]
- TECHNE, Galerie NTK, Praha, kurátor: Milan Mikuláštík, (2019)[29]
- Urban Skanzen, Clam-Gallasův palác, Prague Biennale, Praha, CZ, (2018)
- Trikadelia, NOD Gallery, Praha, CZ, kurátorka: Veronika Zajačiková (2017)[30]
- Other Visions, Galerie AMU, Praha, kurátorka: Lenka Střeláková, (2016)
- Mass and Mess, Collegium Hungaricum Berlin, Berlín, DE, kurátor: David Szauder, (2013)
- Cinema Total, Collegium Hungaricum Berlin, Berlín, DE, (2013)
- Panel Story, Galéria mesta Bratislavy, Bratislava, SK, kurátorky: Lucia Miklošková, Lucia Štrbáková, (2013)[31]
- Mutating Medium, photography in czech art 1990–2010, Galerie Rudolfinum, Praha, cz, kurátor: Pavel Vančát, (2011)
- Atlantis 11, in the framework of Biennale di Venezia, Benátky, IT, (2011)
- Shadows of Past Utopias, Galerie NTK, Praha, CZ, kurátor: Milan Mikuláštík, (2010)
- Kinetic Image, 2b Gallery, Budapešť, HU, kurátorka: Lívia Rózsás, (2010)
- Via Lucis, Czech Society in Photography, Dům umění, Bratislava, SK, kurátor: Tomas Pospech, (2009)
- Once Upon a Time In the East, Czechs Through The Eyes Of Photographers, Dům U Kamenného zvonu, Galerie hlavního města Prahy, CZ, (2009)
- Erased Walls, Freies Museum, Berlín, DE, kurátor: Juraj Čarný, (2009)
- Mikulov Art Symposium, Mikulov, CZ, kurátor: Petr Zubek, (2009)
- 20 Years After, MOYA, Vídeň, AT, (2009)
- Videos Europa, Le Fresnoy, Tourcoing Cedex, FR, (2009)
- NAI /Netherlands Architecture Institute, Rotterdam, NL, (2009)
- ATOMIZED, De Veemvloer, Amsterodam, NL, kurátor: Radek Waanja, (2008)
- Frisbee, Contemporary Czech Videoart And New Media, Výstavní síň Sokolská 26, Ostrava, CZ, kurátor: František Kowolowski (2007)
- Frisbee, Contemporary Czech Videoart And New Media, National Museum of Contemporary Art (Romania) MNAC, Bukurešť, RO, kurátor: František Kowolowski (2006)
- Frisbee, Contemporary Czech Videoart And New Media, Dům umění města Brna, Brno, CZ, kurátor: František Kowolowski (2006)
- Menu 15, Galerie výtvarného umění v Ostravě - Dům umění, Ostrava, CZ, (2005)
- FACT, Liverpool, EN, (2004)
- Zvon 2002, Biennale of young artists, Dům U Kamenného zvonu, Galerie hlavního města Prahy, Praha, CZ (2002)

## Festivaly
- To Be Someone Else, Somewhere Else, Sometime Else, 4+4 dny v pohybu, 27. mezinárodní festival současného umění, Praha, CZ, kurátorky: Gabriela Kotíková, Denisa Václavová, (2022)[32]
- OFF festival, Bratislava, SK, (2019)[33]
- Noneverything,  4+4 dny v pohybu, 24. mezinárodní festival současného umění, Desfourský palác, Praha,CZ, kurátor: Milan Mikuláštík, (2019)[34][35]
- Other Visions finalists, Festival of Film Animation /PAF/, Olomouc, kurátorka: Lenka Střeláková, (2015)
- Rahova (video), Big Cartoon Festival, kategorie: winners, Moskva, RU, (2011)
- Index Festival, New York, USA, (2011)
- Happiness, ULUV, 4+4 dny v pohybu, 16. mezinárodní festival současného umění, Praha, CZ, kurátor: David Kořínek, (2011)[36][37]
- PAF - Přehlídka animovaného filmu, kategorie: Other Visions, Olomouc, CZ, 1. místo - cena poroty,1. místo - cena diváků, (2010)
- Pomalu/Slowly, video, Rencontres Internationales Paris/Berlin, openinig show screening, Centre Pompidou, Paříž, FR, (2006)
- new! animation, Out Video Festival, 30 sec. movies for outdoor screens, Yekaterinburg, RU, (2005)
- Virtual soul waste, Onedotzero, ICA Londýn, (2004)
- Virtual soul waste, Bitfilm, Hamburg, 1. místo fx mix, (2004)
- Virtual soul waste, Animago, Stuttgart, 2. místo home/compositing/music video, (2004)
- Virtual soul waste, Hidden Europe, Onedotzero selection of Czech video, ICA, Londýn, EN, (2004)
- Virtual soul waste, Kaleidoskop, contemporary czech video, Barcelona, SP, (2004)
- Urbania, COOP 02, New Media Festival, MNAC (National Museum Of Contemporary Art), Kalinderu Medialab, Bukurešť, RO, (2002), kurátoři: Floe Tudor, Nicolae Comanescu, Mona Vatamanu